# レス・ダーシー
レス・ダーシー（Les Darcy、本名：ジェームズ・レスリー・ダーシー、1895年10月31日 - 1917年5月24日）は、オーストラリア出身のプロボクサー。ニューサウスウェールズ州出身。元オーストラリア公認世界ミドル級チャンピオン。将来を嘱望されながら早世した天才ボクサー。

## 略歴
鍛冶屋の徒弟をしていたが、15歳でプロ入り。その強打とシャープなボクシングで頭角を現し、1915年、19歳で技巧派の強豪ジェフ・スミスに2回反則勝ち、オーストラリア公認世界ミドル級チャンピオンとなった。元王者のエディ・マッグーティ、ミック・キング、ジョージ・チップらを相手に王座を8度防衛。
アメリカ合衆国のプロモーター、テックス・リカードがダーシーの強さに眼を付け、アメリカに呼び寄せようとしたが、折悪しく第一次世界大戦が勃発する。ダーシーの許にも召集令状が届くが、アメリカ進出を諦めきれないダーシーはこれを無視、貨物船でアメリカへ密入国した。しかし到着直後にアメリカ当局に拘束され、テネシー州軍に強制的に入隊させられた。事実上ボクシングのできない状態に追い込まれたダーシーは健康を損ね、極度の神経衰弱と発熱で死去した。
ボクシングの中心地アメリカで活躍できなかったため、マイナーな“世界王者”に終わったが、その素晴らしい戦績と、また早すぎた死を悼む念もあってか、ミドル級最強の王者の一人と評する識者もいる。アメリカのリングマガジン編集長であったナット・フライシャーは、ミドル級のオールタイム・ランキングでダーシーを第8位に挙げている。

## 通算戦績
50戦46勝（29KO）4敗